# بور وليامز
بور وليامز (بالإنجليزية: Burr Williams)‏ هو لاعب هوكي الجليد أمريكي، ولد في 30 أغسطس 1909 في أوكيما في الولايات المتحدة، وتوفي في 12 فبراير 1981.

## وصلات خارجية
- بور وليامز على موقع دوري الهوكي الوطني (الإنجليزية)
- بور وليامز على موقع قاعة مشاهير الهوكي (لاعب أن.إتش.أل) (الإنجليزية)
- بور وليامز على موقع HockeyDB.com (الإنجليزية)
- بور وليامز على موقع Hockey-Reference.com (الإنجليزية)